# Her Decision
 (août 2025).
Pour plus de détails, voir Fiche technique et Distribution.
Her Decision est un film muet américain réalisé par Jack Conway et sorti en 1918.

## Synopsis
Martin Rankin est amoureux de sa secrétaire Phyllis Dunbar, mais elle est fiancée à Bobbie Warner, un danseur. La sœur de Phyllis, Inah, apprend qu'elle est enceinte et, après que son amant Billy l'a abandonnée, elle tente de se suicider. Phyllis demande à Bobbie de l'argent pour qu'Inah puisse aller se reposer au calme mais il refuse. Elle fait alors appel à Martin, et offre de l'épouser en contrepartie. Martin se marie avec elle mais insiste pour qu'ils vivent comme des amis jusqu'à ce qu'elle apprenne à l'aimer. Plus tard Phyllis revoit Bobbie, mais elle réalise qu'il passe son temps à boire. Elle retourne alors vers son mari qu'elle a fini par aimer. Honteux de sa propre conduite, Billy revient vers Inah et l'épouse. 

## Fiche technique
- Titre original: Her Decision
- Réalisateur : Jack Conway
- Scénario : Charles Jurlson, d'après une nouvelle de Laura Gannet
- Photographie : Elgin Lessley
- Production : Triangle Film Corporation
- Distribution : Triangle Distributing
- Pays d'origine :  États-Unis
- Langue originale : anglais
- Format : noir et blanc — 35 mm — 1,37:1 — Film muet
- Genre : drame
- Date de sortie : 
  - États-Unis : 12 mai 1918
- Licence : Domaine public

## Distribution
- Gloria Swanson : Phyllis Dunbar
- J. Barney Sherry : Martin Rankin
- Darrell Foss : Bobbie Warner
- Ann Kroman : Inah Dunbar